# Josef z Trauttmansdorffu
František Josef Ferdinand hrabě z Trauttmansdorffu (německy Franz Josef Ferdinand Graf von und zu Trauttmansdorff-Weinsberg; 19. února 1788 Brusel – 22. srpna 1870 Obříství) byl rakouský šlechtic a diplomat, patřil ke knížecí větvi rodu Trauttmansdorffů.
Od mládí působil v diplomatických službách, po napoleonských válkách byl vyslancem v několika německých zemích, svou kariéru završil jako dlouholetý vyslanec v Prusku (1827–1849). Před odchodem do výslužby zakoupil s manželkou několik panství v Čechách (Obříství, Lipnice nad Sázavou), kde se poté trvale usadil. V diplomacii se uplatnili i mnozí příbuzní, vnuk hrabě Leopold Berchtold byl rakousko-uherským ministrem zahraničí.

## Životopis

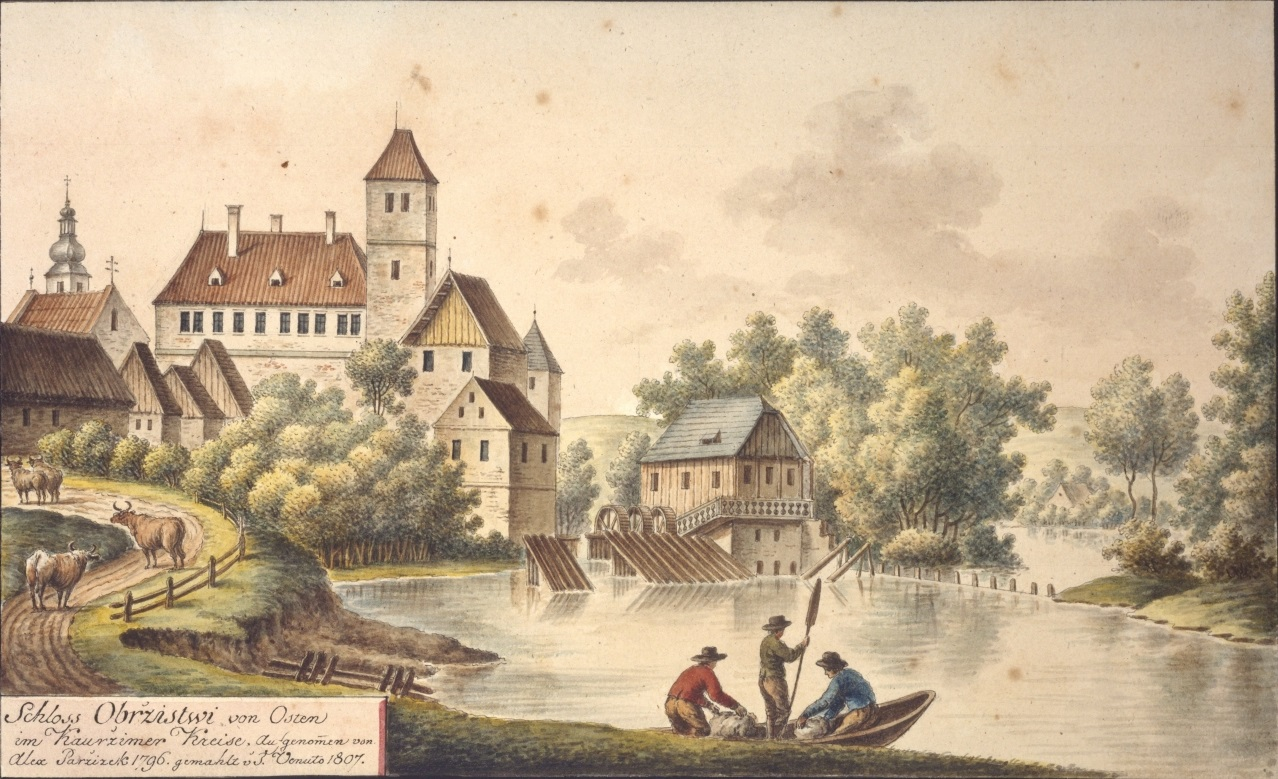
Zámek Obříství, sídlo Josefa z Trauttmansdorffu od roku 1847. Kresba Johanna Venuta z roku 1807.

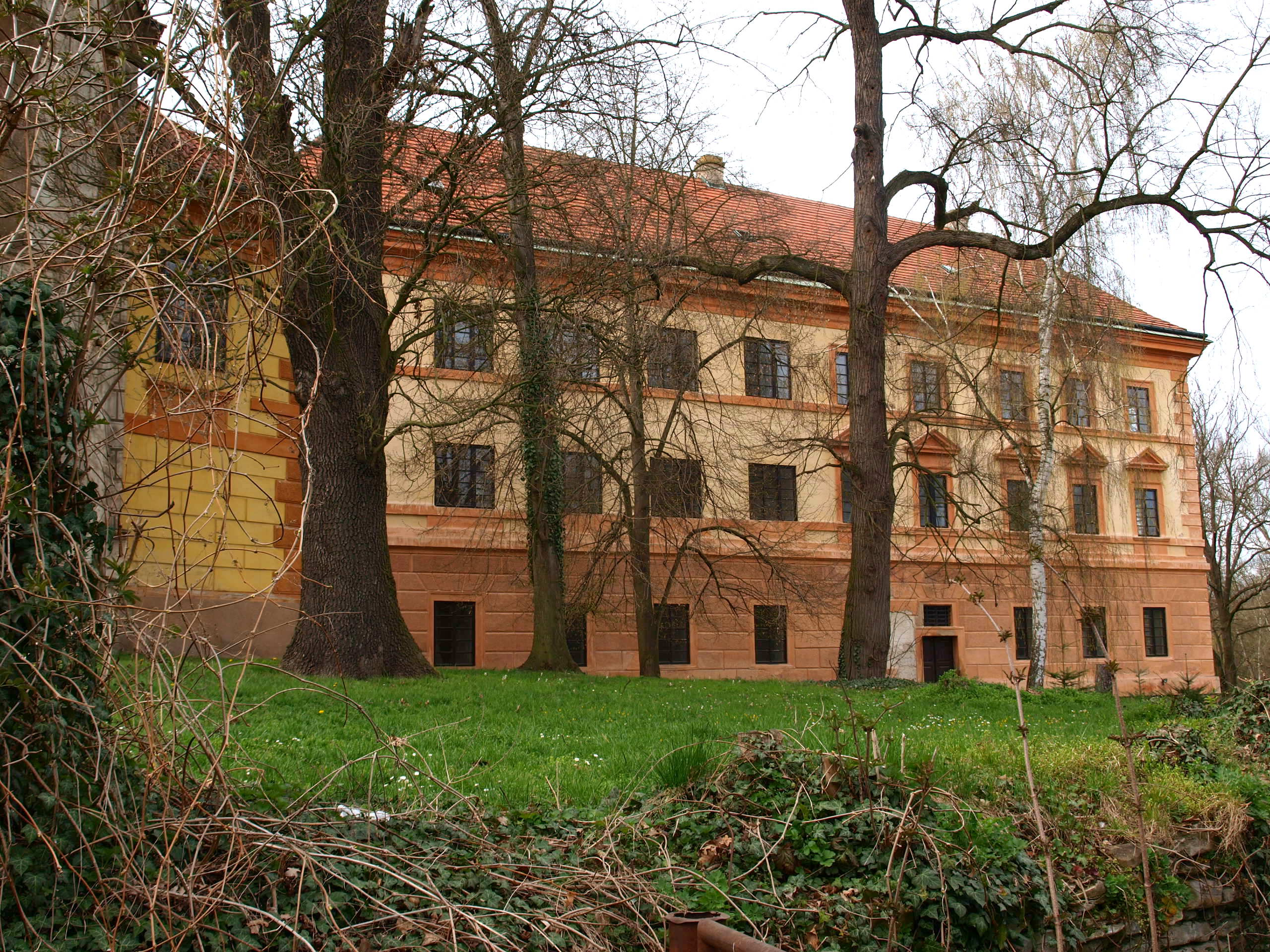
Zámek Obříství, současný stav

Pocházel ze šlechtického rodu Trauttmansdorffů, byl třetím synem knížete Ferdinanda z Trauttmansdorffu (1749–1827) a jeho manželky Marie Karolíny, rozené Colloredové (1752–1832). Narodil se v Bruselu, kde byl jeho otec tehdy místodržitelem. Josef díky otci od svých devatenácti let působil v diplomatických službách a již v závěru napoleonských válek získal svůj první post vyslance (v letech 1815–1818 byl rakouským vyslancem v Bádenském velkovévodství). V letech 1818–1820 byl vyslancem ve Württemberském království a poté v letech 1820–1827 vyslancem v Bavorsku. V rámci rakousko-pruských vztahů měl pak dlouholetou důležitou úlohu jako vyslanec v Prusku (1827–1849). Vyslanecký post v Berlíně opustil v revolučním roce 1849 a od té doby žil v soukromí. Byl c. k. tajným radou (1832), komořím (1810) a čestným rytířem Maltézského řádu, v roce 1861 byl jmenován doživotním členem rakouské panské sněmovny.

## Majetek
Od roku 1847 byl majitelem velkostatku Obříství ve středních Čechách, místní zámek nechal upravit jako letní sídlo a také zde zemřel. Jeho manželka již předtím v roce 1842 koupila panství Lipnice nad Sázavou, pro které vzápětí dosáhla rozšíření městských privilegií. Jejich potomkům od roku 1863 patřil navíc velkostatek Koryčany na jižní Moravě.

## Rodina
V Praze se 16. října 1821 oženil s hraběnkou Josefou Károlyiovou (7. listopadu 1803 Vídeň – 9. května 1863 Vídeň), c. k. palácovou dámou, z vlivné uherské šlechtické rodiny Károlyiů, dcerou c. k. komořího hraběte Josefa Károlyiho a Alžběty Valdštejnové. Měli spolu čtyři děti. Syn Ferdinand (1825–1896) byl též diplomatem, později předsedou Panské sněmovny a nejvyšším císařským komořím. Dcera Josefína (1835–1894) byla manželkou hraběte Zikmunda Berchtolda z Uherčic. Jejich syn Leopold Berchtold (1863–1942) byl též diplomatem a v letech 1912–1915 rakousko-uherským ministrem zahraničí. Synovcem Josefovy manželky byl uherský šlechtic a rakousko-uherský diplomat hrabě Alois Károlyi (1825–1889), dlouholetý velvyslanec ve Velké Británii a v Německu.
Jeho starší bratr Jan Nepomuk z Trauttmansdorffu (1780–1834) byl dědicem knížecího titulu a rozsáhlého majetku v Čechách (Horšovský Týn, Jičín), v letech 1812–1834 byl císařským nejvyšším štolbou.